# Moschea di al-Rifa'i
La moschea di al-Rifāʿī (in arabo مسجد الرفاعى‎?, Masjid al-Rifāʿī, scritta anche Al-Refai, Al-Refa'i, e chiamata in inglese Royal Mosque o Khedival Mosque, "Moschea reale" in quanto mausoleo della famiglia reale di Mehmet Ali), si trova al Cairo, Egitto, a Mīdān al-Qalʿa (lett. "Piazza della Cittadella"), adiacente alla Cittadella.  L'edificio si trova accanto alla Madrasa di Sultan Hassan, che risale al 1361 circa. Fu concepita architettonicamente come un complemento della struttura palaziale più antica.  Fece parte di una vasta campagna intrapresa dai regnanti dell'Egitto per collegare le proprie figure alle glorie antiche dei primi periodi dell'Egitto islamico e al contempo dare un volto più moderno alla città sotto il profilo artistico e monumentale.  La moschea fu costruita nelle vicinanze di due grandi piazze e all'esterno dei numerosi viali costruiti in stile europeo all'incirca nello stesso periodo.
La moschea di al-Rifāʿī fu edificata in due fasi tra il 1869 e il 1912, quando essa fu infine completata.  Fu inizialmente commissionata da Khushiyar Hanim, madre del chedivè del XIX secolo, Isma'il Pascià per ampliare e rimpiazzare la preesistente zāwiya (luogo di raduno e meditazione ispirata al "santo" sciafeita Aḥmad al-Rifāʿī, nato nell'Iraq meridionale nel 1106 (o 1118) e morto a Umm ʿUbayda (Iraq) nel 1118.

La zāwiya costituì un sito oggetto di venerazione e di appositi pellegrinaggi da parte dei musulmani del posto che credevano che il cenotafio possedesse qualità mistiche di grande rilievo. Hōshiyār Hānim previde di conseguire il duplice obiettivo di ospitare nella nuova struttura le reliquie del "santo" sufi e le salme della famiglia reale egiziana.  In corso d'opera, sia l'architetto sia il progetto sia i fini prefissi furono cambiati.
L'originario architetto fu Husayn Fahmi Pascià, detto "al-Miʿmar" (l'Architetto), un lontano cugino della madre del chedivè, che morì durante la prima fase della costruzione. I lavori si fermarono dopo l'abdicazione del Chedivè Isma'il Pascià nel 1880.  Khushiyār Hānim stessa morì nel 1885 e i lavori non furono ripresi fino al 1905, allorché il Chedivè ʿAbbās Ḥilmī II ne ordinò il completamento.  I lavori furono supervisionati dall'architetto austriaco Max Hertz, responsabile del Comitato per la Conservazione dei Monumenti Arabi al Cairo.
L'edificio risulta essere un mélange di stili, desunti essenzialmente dal periodo mamelucco, inclusa la sua cupola e il minareto.  La costruzione ospita un'ampia sala di preghiera (muṣallā), come pure le tombe di al-Rifāʿī e di due altri "santi" locali: Ali Abi Shubbak e Yahya al-Ansari.
La moschea è il luogo di riposo eterno di Khushiyār Hānim e di suo figlio Isma'il Pascià, come pure di numerosi altri membri della famiglia reale egiziana, incluso Re Fārūq, l'ultimo sovrano regnante dell'Egitto, il cui corpo fu inumato qui, col consenso di Gamāl ʿAbd al-Nāṣer, dopo la sua morte a Roma nel 1965. La moschea ospitò per breve periodo anche la salma dello Scià d'Iran, Reza Shah Pahlavi, morto in esilio in Sudafrica nel 1944, e che tornò nella sua patria dopo la Seconda guerra mondiale.  Parte della camera funeraria è attualmente occupata dal figlio di Reza Shah Pahlavi, l'ultimo Scià Mohammad Reza Pahlavi, che morì al Cairo nel 1980.